# Stammdatenmanagement
Stammdatenmanagement (englisch master data management, MDM) umfasst alle strategischen, organisatorischen, methodischen und technologischen Aktivitäten in Bezug auf die Stammdaten eines Unternehmens. Stammdaten sind in der betrieblichen Datenverarbeitung wichtige Grunddaten (Daten) eines Betriebs, die über einen gewissen Zeitraum nicht verändert werden.
Ihr Ziel ist die Maximierung und langfristige Sicherung der Datenqualität sowie der system- und anwendungsübergreifenden Datenkonsistenz. Die Datenqualität selbst kann als Eignung der Daten für die Verwendung zu einem bestimmten Zweck definiert werden. Stammdaten werden vor allem in größeren Unternehmen häufig in unterschiedlichen Datenbanken redundant gehalten. Dies führt in der Regel dazu, dass der notwendige Datenabgleich zeit- und kostenaufwändig wird.

## Definition
Stammdaten sind zustandsorientierte Daten, welche die Kernentitäten eines Unternehmens beschreiben (vgl. Lit.: Schemm).
Die wichtigsten Stammdatenobjekte sind Kunden, Lieferanten, Produkte, Anlagegüter, Personal und Konten (Lit.: Mertens, White).
Im Gegensatz zu Bewegungsdaten bleiben Stammdaten im Volumen über den Zeitablauf relativ konstant und haben eine geringe Änderungshäufigkeit.
Eine Sonderform von Stammdaten nehmen Referenzdaten ein, da diese zur Klassifizierung von Stammdatenobjekten dienen, beispielsweise Abkürzungen/Codes für Flughäfen oder Länder.
Das Stammdatenmanagement besteht aus einer Zusammenstellung von Prozessen, Richtlinien, Dienstleistungen und Technologien, die verwendet werden, um betriebliche Daten zu erstellen, zu pflegen, zu vereinheitlichen und zu verwalten, welche mit dem operativen Kerngeschäft eines Unternehmens verbunden sind. Ein Stammdatenmanagement-System stellt eine übergreifende Instanz der Stammdatenverwaltung dar und schafft so eine zentrale betriebliche Referenzdatenbasis (System of Record). Es umfasst alle Stammdatenobjekte eines Unternehmens wie Kunden, Lieferanten und Mitarbeiter. Dabei bezieht sich das Stammdatenmanagement nicht auf operative Transaktionsdaten, welche im Rahmen von ablaufenden Geschäftsprozessen wie etwa Bestellungen entstehen.

## Wert der Stammdaten
Stammdaten stellen einen hohen immateriellen Wert dar. Je besser sie genutzt werden können und je besser sie gepflegt sind, desto höher kann dieser Wert bemessen werden. Viele Unternehmen erkennen die Stammdaten als Basisdaten an, die als Voraussetzung ihrer Geschäftsprozesse und -tätigkeit zwingend zur Verfügung stehen müssen.
Echte und falsche Dubletten und Fehler in den Stammdaten führen zu verschiedenen Problemen von Unternehmen, bspw. Lieferung an falsche Adressen, welche zu monetären Einbußen führen.

## Datenqualität

### Beurteilung der Datenqualität
Für die Beurteilung der Datenqualität können folgende Kriterien herangezogen werden.
- Eindeutigkeit (Vermeidung von Auslegbarkeit und Fehlinterpretation)
- Konsistenz
- Vollständigkeit
- Fehlerfreiheit = Genauigkeit
- Aktualität
- Sachdienlicher Umfang
- Redundanzfreiheit (Duplikatsproblematik)
- Referenzielle Integrität und eindeutige Schlüssel

### Messung der Qualität
Beim Aufbau der Bewertungskriterien für die Qualität der Stammdaten stößt man auf grundlegende Herausforderungen. Um Qualität zu messen, muss ein einheitliches Bewertungssystem für alle Datensätze zu Grunde gelegt werden.  Bei der Vollständigkeit kann folgendes einfache Beispiel die Schwierigkeit zeigen. So kann das Attribut Vorname nur für natürliche Personen gelten und als Vollständigkeitskriterium herangezogen werden, nicht jedoch für institutionelle Datensätze.
Für die Beurteilung der Qualität, Aktualität und des Wertes der Stammdaten ist die Anzahl der Duplikate wichtig. Diese lässt sich gut anhand einer Stichprobe ermitteln.
Es können auch nur bestimmte Datensätze in die Messung einbezogen werden. Zum Beispiel nur aktive Datensätze oder eine bestimmte Kategorie/Kundengruppe/Warengruppe, Region, Segment etc.

## Definition der Standards für Stammdaten
Stammdatenmanagement kann nur zielgerichtet betrieben werden, wenn klar definiert ist, was gute Stammdaten sind.
Die Standards können nur individuell im Unternehmen definiert werden. Je nach Ausrichtung des Unternehmens, Geschäftsmodell oder auch Abteilung, Anwendungszweck und Ziel sind  individuell unterschiedliche Kriterien festzulegen. Konzerne haben andere Anforderungen als mittelständische Unternehmen, es gibt keine allgemeingültige Regel. Eine gute Orientierung bieten vorhandene Daten über Kunden, Lieferanten, Mitarbeiter, Produkte, Organisationseinheiten und Kontenpläne.
Man sollte sich überlegen,
- welche Stammdaten derzeit vorhanden sind,
- wer welche Daten benötigt,
- zu welchem Zweck werden die Daten benötigt,
- welche Zielsetzung gibt es für die Verwendung?
- welche Bedingungen sollen für die Zukunft festgelegt werden?

## Lebenszyklus von Stammdaten
Grundsätzlich sind Stammdaten von der ersten Anlage bis hin zur Archivierung im Unternehmen vorhanden. Sie durchlaufen verschiedene Zyklen:
1. Anlage – zentrale Anlage, dezentrale Anlage, Importe. Hierin ist auch die Beschaffung und Validierung enthalten. Mit Hilfe der IT kann eine Mindestanforderung an die Vollständigkeit realisiert werden.
2. Freigabe – kann zwischengeschaltet sein, um die funktionellen Anforderungen sicherzustellen und Zeitpläne einzuhalten.
3. Benutzung und Pflege – ist der Prozessabschnitt der eigentlichen Nutzung der Daten. Während dieser Phase werden die Daten gepflegt. Dazu gehören die Aktualisierung, das Vervollständigen, die Korrektur und Detaillierung.
4. Archivierung – wenn die Daten veraltet sind, können sie archiviert werden. Durch die Archivierung werden die Daten aus der aktiven Nutzung ausgeschieden, jedoch nicht zwingend gelöscht.

## Bereitstellung der Stammdaten
Es gibt verschiedene Konzepte der IT-Architektur für die Stammdatenhaltung (Lit.: Legner, Scheibmayer, Schemm). Diese lassen sich durch die Parameter Zentralität und Harmonisierung unterscheiden.
Daten können zentral oder dezentral (lokalisiert in den einzelnen Unternehmensentitäten) gehalten werden. Außerdem kann man Daten stark harmonisieren oder nur teilweise harmonisiert verwenden, die entsprechenden Unternehmensentitäten haben dadurch Freiheiten im Umgang mit deren Stammdaten.
Die unterschiedlichen Ausprägungen haben direkten Einfluss auf die Pflege- und Migrationsaufwände (z. B. die Migration von Daten bei wenig harmonisierten Datenbeständen) bzw. die Zugriffszeiten.
Auch Planungs- und Sicherheitsfragen sind für Unternehmen (besonders mit mehreren vernetzten Standorten) von Relevanz.
Die Literatur benennt verschiedene Ausprägungen, welche unterschiedliche Relevanz in der Praxis haben. Die wichtigsten sind vermutlich:
1. Zentrales Stammdatensystem
2. Führendes System
3. Abstimmungsknoten
4. Verzeichnis

(Konsolidierung der genannten Ausprägungen aus Lit.: Schemm, Legner, Radcliffe und Berson)

### Einsatz-Szenarien
Es werden hier in der Regel drei Szenarien unterschieden, die auch gleichzeitig der rote Faden bei der Einführung eines Stammdatenmanagements sind.

#### Stammdaten-Konsolidierung und -Harmonisierung
Bei der Stammdaten-Konsolidierung werden die Stammdaten eines so genannten Business Objects (z. B. Lieferanten) an das zentrale aufgestellte Stammdatenrepository angeschlossen, dort um Dubletten bereinigt und falls nötig um Informationen (z. B. DUNS-Nummer und EAN) angereichert. Die Zusammenführung von Stammdaten gleicher Objekte mit möglicherweise unterschiedlicher Identifikation wird Harmonisierung genannt. Business Case für eine Stammdaten-Konsolidierung ist zum Beispiel der Aufbau eines global einheitlichen Berichtswesens über verschiedene Systeme hinweg.

#### Lokale Stammdatenpflege
Die Stammdatenattribute in den unterschiedlichen Systemen werden über einen Stammdatenserver konsistent gehalten. Die Anlage von Stammdaten und deren Pflege erfolgt weiterhin in den Stammdaten tragenden Anwendungssystemen. Gegebenenfalls werden auf dem zentral gehaltenen Stammdatenserver global (unternehmensweit) gültige Stammdatenattribute gepflegt.

#### Zentrale Stammdatenpflege
Bei der zentralen Stammdatenpflege beginnt der Prozess der Stammdatenanlage und -pflege auf dem Stammdatenserver. Von hier erfolgt die Verteilung an die Datenverwaltungssysteme der diese Stammdaten nutzenden Applikationen.

## Herausforderungen für Unternehmen
Die Unternehmen stehen bei der Bewältigung der Aufgabe des Stammdatenmanagements vor verschiedenen Herausforderungen. Diese können aus ganz unterschiedlichen Quellen resultieren.
1. Unternehmensgröße
2. Unternehmenszusammenschlüsse, Fusionen, Umstrukturierungen
3. Steigende Datenvolumina aufgrund neuer Datengenerierungssysteme (Punkte sammeln, Internetverhalten)
4. Datenerfasser ist nicht der Datennutzer
5. Parallele Systeme schaffen doppelte Datenhaltung
6. Unterschiedliche Anwendergruppen im Unternehmen müssen sich auf ein einheitliches gemeinsames Stammdatenmanagement verständigen, auch wenn jeder einen anderen Blickwinkel und andere Aufgaben erfüllt.

Stammdatenmanagement ist ein permanenter Prozess. So können neue Produkte, Veränderungen im Marktumfeld, Umstrukturierungen und interne Prozessneudefinitionen eine Anpassung der festgelegten Prozessschritte erforderlich machen.

## Rolle der IT
Der IT kommt eine wesentliche Funktion zu. Sie muss die Infrastruktur, Verfahren und Schnittstellen zur Verfügung stellen, mit deren Hilfe das Stammdatenmanagement durchgeführt wird. Das eigentliche Stammdatenmanagement ist ganz klar nicht allein Sache der IT, sondern ein eigenständiger Unternehmensprozess.